# W.H.I.T.E
W.H.I.T.E (MEGAWHITE) — український рок-гурт.

## Історія
Створенню гурту «W.H.I.T.E» передував достатньо великий період підготовки і творчих пошуків. У середині 90-х львів'янин Олег Шевченко з друзями створили гурт «Білий загін». Працювали посилено, співали активно, і це подарувало їм чимало прихильників. Пісня «Кинь тачку» стала справжньою бомбою не тільки серед любителів важкої музики і не тільки у Львові. Тоді, переповнений амбіціями і енергією, Олег Шевченко вирішив: настав час завойовувати столицю. Довго не думав, а просто виїхав до Києва.
Олег «Білий» співпрацював як саундпродюсер з групою «Green Grey», фестивалем «Таврійські ігри». З групою «Воплі Відоплясова», як звукорежисер і директор колективу. Визнаний одним з найкращих звукорежисерів України[джерело?]. У 2002 році створив власну студію «White Studio (Records UA)», на якій протягом кількох років працював над створенням нової концепції звучання і паралельно записував альбоми вітчизняних та зарубіжних виконавців. Клієнти та друзі студії: «Mad Heads», «ТОЛ», Міка Ньютон, «Воплі Відоплясова», «Мандри», «Green Grey», «Platina», «Юркеш», «Катя Чілі», MJ Кувалдін, O.Torvald, «Attitude», Quadragesima, Mushmellow, «Red Cardell», «Arash» і багато інших. Олег Білий ретельно вивчив ринок і проаналізував ситуацію. В результаті ним було прийнято рішення повернутися до музичних витоків і створити у 2005 році проєкт-групу «W.H.I.T.E».
До складу новоствореного музичного колективу увійшли давні друзі Олега, з якими він співпрацював протягом багатьох років. Абревіатура «W.H.I.T.E» розшифровується як «World-Hidden-Intelligence-Team of-Emergency» («Світова-таємна-розвідувальна-команда-порятунку»). Олег «Білий» Шевченко очолив гурт. Він — автор музичного матеріалу, лідер-гітарист та вокаліст. Крім того, професійний звукорежисер та саунпродюсер. Сергій «Сірий» Бойко — гітарист, голова технічної компанії ARTMAX. Микола «Коляскін» Білозор — бас-гітарист. Влад «Хмара» Хмарський — ударні інструменти. А також Андрій Мішин — клавішні, ді-джей.
На початку 2006 року знімається відеокліп на синглову версію пісні «Місто снів» (режисер кліпу — Ігор Іванов). Восени група бере участь у Львівському фестивалі «Рокотека», де «на живо» знімає концертний кліп під назвою «Роком» (режисер — Юрій Кіт). Наприкінці 2006 року група випускає максі-сингл під назвою «Кинь Тачку». Знімається однойменний відеокліп (режисер — Олексій Федосов), а також рок-кліп на заголовну пісню дебютного альбому «Бий Першим» (режисер — Євген Керпатенко). Незабаром гурт покидає ді-джей Андрій Мішин.
У 2007 році виходить дебютний альбом «Бий першим». До гурту тимчасово приєднується Настя «DJ Arnaby» (екс-«ФлайzZzа»). Знімаються кліпи на композиції «Байкер Січ» та «За тобою тінь» (режисер — Тарас Химич). У підтримку альбому організовано концертний тур.
У 2009 році гурт знявся в скандальному російському фільмі «Мы из будущего-2». У фільмі звучать композиції гурту у виконанні самих учасників. У квітні 2010 року гурт видає свій другий, англомовний альбом «Megawhite». У підтримку альбому організовано концертне турне Україною і зарубіжжям.
На початку 2011 року відбуваються зміни в складі гурту: колектив покидає барабанщик Влад Хмарський, на місце якого приходить Володимир Ахременко, а також до групи приєднується гітарист Станіслав Семілєтов.

## Склад гурту
- Олег Шевченко — вокал, соло-гітара
- Сергій Бойко — ритм-гітара
- Микола Білозор — бас-гітара
- Дмитро Бунтов — ударні

## Колишні учасники
- Андрій «MISSION» Мішин — клавішні, ді-джей (2005—2007)
- Настя «DJ Arnaby» — ді-джей (2007—2008)
- Влад Хмарський — ударні (2005—2010)
- Володимир Ахременко — ударні (2011—2013)
- Станіслав Семілєтов — соло-гітара (2011—2013)

## Дискографія

### Альбоми
- Кинь тачку (міні-альбом) (2006)
- Бий першим (2007)
- Megawhite (2010)
- White Troop (2013)
- Де є ти (Сингл,2017)
- Перемагай (Сингл,2017)
- Моя країна (Сингл,2021)
- Енергія Свободи (Сингл, 2022)

## Кліпи
- Місто снів (2006)
- Роком (2006)
- Кинь тачку (2006)
- Бий першим (2007)
- Байкер Січ (2007)
- За тобою тінь (2008)
- Бий першим (х/ф «Мы из будущего-2») (2009)

## Офіційний сайт
- Офіційний сайт гурту
- «W.H.I.T.E» на Myspace [Архівовано 5 серпня 2009 у Wayback Machine.]
- «W.H.I.T.E» на Youtube [Архівовано 25 липня 2013 у Wayback Machine.]